# Garanční fond obchodníků s cennými papíry
Garanční fond obchodníků s cennými papíry (dále jen Fond) vznikl na základě zákona č. 591/1992 Sb. o cenných papírech, který vycházel ze závazné směrnice Evropské unie 97/9 EU. V současné době upravuje zásady činnosti a působnost Fondu zákon č. 256/2004 Sb. o podnikání na kapitálovém trhu, ve znění pozdějších předpisů. Úkolem Fondu je vyplácet částečné náhrady zákazníkům obchodníků s cennými papíry v situacích, kdy obchodníci nejsou schopni plnit své závazky vůči svým zákazníkům. Fond není státním fondem ani správním orgánem.

## Základní informace
Činnost Fondu je určena zákonem a podrobněji statutem Fondu takto:
- Na základě oznámení České národní banky, učiněného v souladu se zákonem, nebo na základě rozhodnutí příslušného soudu Fond poskytuje za podmínek stanovených zákonem náhradu zákazníkovi obchodníka s cennými papíry, který z důvodů přímo souvisejících s jeho finanční situací není schopen plnit závazky vůči svým zákazníkům za zákonných a smluvních podmínek;
- shromažďuje zákonem vymezené zdroje majetku Fondu, splácí návratné finanční výpomoci a úvěry, investuje peněžní prostředky Fondu;
- plní zákonem stanovené informační povinnosti;
- vstupuje do práv zákazníků na plnění vůči obchodníkovi ve výši rovnající se vyplaceným náhradám a tato práva vykonává.

Fond je řízen pětičlennou správní radou. Předsedu, místopředsedu a ostatní členy správní rady jmenuje a odvolává ministr financí. Členové správní rady Fondu jsou jmenováni na období pěti let, a to i opakovaně. Nejméně jeden člen je jmenován z řad zaměstnanců ČNB, a to na návrh bankovní rady ČNB. Nejméně dva členové jsou jmenováni z řad členů představenstva, nebo zaměstnanců obchodníků s cennými papíry. Fond hospodaří podle rozpočtu schváleného ministerstvem financí.
Systému pojištění zabezpečovaného Fondem se povinně účastní všichni obchodníci s cennými papíry s výjimkou zahraničních obchodníků poskytujících investiční služby v České republice, které jsou účastníky záručního systému v jiném členském státě EU na základě tzv. jednotné licence. Příspěvek do Fondu jsou rovněž povinny platit investiční společnosti, které obhospodařují majetek zákazníka, pokud současně vykonávají činnost úschovy a správy cenných papírů vydaných fondem kolektivního investování nebo poskytují investiční poradenství týkající se investičních nástrojů. Příspěvek činí 2 % z objemu výnosů z poplatků a provizí za poskytnuté investiční služby obchodníka za poslední kalendářní rok.
Praktická činnost Fondu ve vztahu k zákazníkům obchodníků s cennými papíry zpravidla spočívá těchto krocích:
- Fond obdrží od ČNB oznámení o neschopnosti obchodníka s cennými papíry dostát svým závazkům vůči zákazníkům.
- Fond vydá svoje oznámení spolu s informací o způsobu uplatnění nároku na náhradu.
- Fond eviduje došlé žádosti o náhradu a zapojí se do insolvenčního řízení.
- Fond shromažďuje od nuceného resp. insolvenčního či konkursního správce, ČNB či dalších osob podklady nezbytné pro ověření nároků zákazníků.
- Fond je dle zákona povinen vyplatit náhradu do 3 měsíců od ověření nároku. Podle zákona je vypláceno 90 % chybějícího zákaznického majetku, nejvíce však protihodnota 20 000 EUR pro jednoho zákazníka.

## Případy řešené Fondem
Z jedenácti případů bývalých obchodníků s cennými papíry, které Fond řešil, jsou nevýznamnější:
- Červenec 2001 - první oznámení Fondu o neschopnosti obchodníka s cennými papíry dostát svým závazkům vůči zákazníkům (Private Investors, a.s.), fond vyplatil zákazníkům 355 mil. Kč.[1]
- Květen 2002  - zatím největší krach obchodníka s cennými papíry (KTP Quantum, a.s.), fond vyplatil zákazníkům 1,4 mld. Kč.[1]
- Únor 2005 - případ Sati, a.s..
- Listopad 2005 - případ Americas International Brokers, a.s..
- Srpen 2012 - případ Key Investments, a.s
- Květen 2016 - případ PROVENTUS Finance, a.s..

## Mezinárodní souvislosti vzniku a činnosti Fondu
Náhrada (kompenzace) zákaznického majetku u obchodníků s cennými papíry je jedním ze způsobů pro omezení rizik finančního trhu, podobně jako pojištění vkladů v bankách. Tento nástroj,  podobně jako úvěrový rating a další metody k omezení rizik finančního trhu, vznikl v USA po první velké finanční a hospodářské krizi v letech 1929/1930 jako součást New Dealu  prezidenta F.D. Roosevelta v podobě fondu pro pojištění bankovních depozit FDIC. Evropská komise navrhla a Evropský parlament s Evropskou radou v roce 1994 schválili směrnici pro ochranu vkladů v bankách č.94/19 EU a v roce 1997 směrnici č. 97/9 EU o systémech pro odškodnění investorů. Zajištění systému pro odškodnění (kompenzaci) investorů (ICS) je povinností členských států EU, detailní postupy jsou řešeny různým způsobem.  

## Kompenzační fondy ve světě a jejich asociace
Mezinárodní (celosvětová) organizace depozitních a investorských fondů IADI funguje již od roku 2002 a sdružuje kompenzační fondy 83 zemí. Následně po vzniku IADI byla založena evropská asociace EFDI. Vznikla jako důsledek potřeby intenzivněji vyměňovat zkušeností a koordinovat kroky evropských kompenzačních fondů. Členy EFDI jsou fondy všech členských zemí EU včetně českého Fondu, několika kandidátských zemí a také některých dalších zemí evropského kontinentu. 

## Hospodaření
V roce 2016 získal fond na příspěvcích 164 mil. Kč, když nejvyšší příspěvky zaplatily Conseq Investment Management (19,7 mil. Kč), Československá obchodní banka (19,2 mil. Kč) a Česká spořitelna (15,5 mil. Kč). K 31.12.2016 měl aktiva ve výši 2,5 mld. Kč, z toho 870 mil. Kč krátkodobý finanční majetek.